# Microodes
Microodes es un  género de coleópteros adéfagos de la familia Carabidae.

## Especies
Comprende las siguientes especies:
- Microodes altostriatus Lecordier & Girard, 1987
- Microodes artus Lecordier, 1990
- Microodes decorsei (Alluaud, 1936)
- Microodes deflexus Lecordier & Girard, 1987
- Microodes mirei Lecordier & Girard, 1987
- Microodes nanus (Peringuey, 1896)